# Massoufa
Les Massoufa, Massufa, Masufa (en Tamazight : Imassufa, Imassufen, Inassufen, en tifinagh traditionnel : ⵉⵎⴰⵙⵓⴼⵏ / ⵉⵏⴰⵙⵓⴼⵏ) sont une tribu berbère médiévale vivant au sud du Maroc. Ils partagent leur territoire avec deux autres tribus, les Lemtuna et les Guezoula occupant la partie méridionale du Souss marocain.

## Origine
Les Messoufas remonterait aux Branès ou berr selon Ibn Khaldoun, ils font partie plus précisément de la branche des Sanhadja voilés ou de seconde race.Les Branès comportent dix branches, parmi lesquelles en plus des Sanhadja on peut citer les Azdagia, Aureba, Agisa, Kutama, et Sanhadja.Les Massoufa descendraient, d’après Ibn Abd el-Barr, cité par Ibn Khaldun, de Masuf Ibn Nu‛man.
Les Moletthemîn ou les Porteurs de voile, une ethnie de la race sanhadjienne, vivaient dans la région désertique au sud du Désert sablonneux depuis des temps immémoriaux, bien avant l'avènement de l'islam. Ils parcouraient cette région où ils trouvaient tout ce dont ils avaient besoin pour survivre, évitant ainsi les régions cultivées et peuplées. Ils se nourrissaient principalement du lait et de la viande de leurs chameaux, substituant ainsi aux produits agricoles. Leur mode de vie isolé les avait rendus habitués à la solitude, et malgré leur bravoure, ils refusaient toute domination étrangère. Ils occupaient les territoires du Draa et du rîf de l'Abyssinie et la zone entre les terres des Berbères et celles des Noirs. Pour se distinguer, ils couvraient leur visage d'un litham, un vêtement spécifique. Leur population croissante dans ces vastes plaines avait donné naissance à plusieurs tribus telles que les Guedala, les Lemtouna, les Messoufa, les Outzîla, les Targa, les Zegaoua et les Lamta. Ces peuples sont tous frères de Sanhadja et demeurent entre l'Océan Atlantique, du côté de l'ouest et à l'est jusqu'à Ghadamès.

## Histoire
Ibn al-Faqih, écrivant vers 903, nous fournit quelques détails intéressants. Selon ce géographe, dont les informations sur l'Afrique du Nord datent du milieu du IXe siècle, le pays Anbiya faisait partie du Sus al-Aqsa, dans l'extrême sud du Maroc actuel. Il s'étendait sur une distance de soixante-dix nuits de marche à travers les plaines et les déserts. Ainsi, il s'agissait d'une fédération englobant la plupart des tribus berbères nomades du Sahara occidental, et qui existait aux VIIIe et IXe siècles. D'après Joseph Marquart, les tribus Massoufa, Lemtouna et Goudala faisaient partie de la fédération Anbiya, et vivaient en nomades dans le Sahara occidental.
Selon Ibn Khaldoun, Oqba Ibn Nafi al-Fihri les rencontra au delà du Souss, il écrit " Au delà de Sous il attaqua les Messoufa, et leur ayant fait une quantité de prisonniers, il s'en retourna sur ses pas. Pendant toutes ces expéditions il avait amené Koceila avec lui et le retenait aux arrêts . Sorti du Sous, pour rentrer en Ifrikia, il laissa partir pour Cairouan une grande partie de son armée et ne garda auprès de lui qu'un faible détachement. La tribu de Koceila avec laquelle ce chef entretenait une correspondance suivie, fit épier toutes les démarches d'Ocba , et profitant d'une occasion favorable, elle le tua et tous les siens".
Ubayd Allah ibn al-Habhab al-Saluli les rencontra aussi lors de son expédition dans le Souss en 734, Ibn Khaldun écrit à ce propos "Cet émir avait envahi le Sous afin d'y châtier les Berbères, et ayant fait sur eux un grand butin et une foule de prisonniers , il s'était porté en avant jusqu'au pays des Messoufa où il tua beaucoup de monde et fit encore des prisonniers".
Au Xe siècle, leur territoire s'étendait depuis la bordure nord du grand désert, près de Oued Drâa, jusqu'au Bilad al-Soudan. Ils occupaient, aux côtés d'autres branches Sanhadja dont ils faisaient partie, les régions d’Azougui, Aoudaghost, Teghazza, à 25 jours de marche de Sijilmassa, ainsi que Iwalatan (Oualata) et Takeda, à proximité du Soudan.

## Culture
Dans cette société, en plus de la familiarité des femmes avec le surnaturel, un autre aspect lié au traitement des genres a attiré l'attention des auteurs sur les Sanhâja. Il s'agit du port masculin du voile, similaire à celui des Touaregs actuels appelé tagalmust, qui a pour fonction de masquer la bouche et de retenir le souffle. Bien que la manière exacte de porter le voile chez les Sanhâja soit inconnue, il est considéré comme une caractéristique ancienne de ces populations. Des auteurs tels que al-Ya qûbi et Ibn Hawqal mentionnent le port du voile chez les Sanhâja, suggérant que cette pratique existait avant l'islam. Le port du voile est devenu un attribut des murâbitûn, également appelés mulaththamin, qui sont ceux qui portent le lithâm. Ibn 'Idhâri, auteur d'al-Bayân, évoque également cette tradition aux XIIIe – XIVe siècles et la considère comme une pratique ancienne justifiant l'appellation mulaththamûn. Il mentionne également son utilité en réponse aux conditions climatiques et comme stratagème de guerre. Les récits expliquant cette tradition sont peu nombreux, mais on peut mentionner un texte yéménite appelé Tubba", déjà établi.

## Personnalités notables
- Ali Ibn Yousuf Al-Massoufi, un des chefs les plus braves et les plus influants de la cour de Youssef ben Tachfine[1].
- Berraz Ibn Mohammed El-Messoufi, chef almoravide puis almohade[1].
- Mohammed ibn Ali ibn Yusuf 1126-1165 (déposé)
- Ishaq ibn Mohammed (fils) 1165-1183
- Muhammad ibn Ishaq (fils) 1183-1184
- Ali ben Ishaq (connu sous le nom d'Ali ibn Ghaniya) 1184-1188, émir (par conquête) de Bougie (1185-1186) Alger (1186) et Gafsa (1186-1187), seigneur de guerre à Tunis 1187-1188
  - Tahsfin ibn Ishaq, émir de Majorque (en opposition d'Ali) 1185-1187
  - Abdallah ibn Ishaq (connu sous le nom d'Abdallah ibn Ghaniya), émir de Majorque 1187-1203
- Yahya ibn Ishaq (connu sous le nom de Yahya ibn Ghaniya) 1188-1202/1203 seigneur de la guerre à Tunis 1188-1212